# سونغ واي اوه-تشان
سونغ واي اوه-تشان هو مسير أعمال وضابط وسياسي كوري جنوبي، ولد في 13 فبراير 1918 في تشونغيانغ في كوريا الجنوبية، وتوفي في 18 أكتوبر 1980 في شيكاغو في الولايات المتحدة بسبب مرض. انتخب رئيس وزراء كوريا الجنوبية.